# Jan Portielje

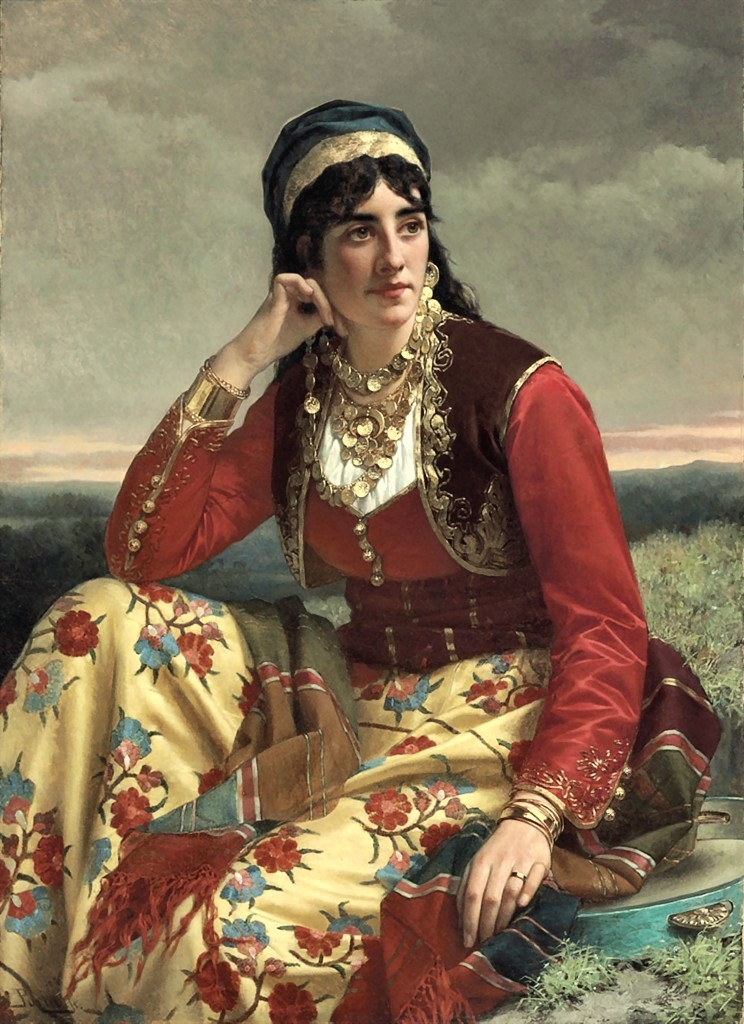
Eine osteuropäische Schönheit

Jan Frederik Pieter Portielje (* 20. April 1829 in Amsterdam; † 6. Februar 1908 in Antwerpen) war ein niederländisch-belgischer Porträt- und Genremaler.
Portielje war als das zehnte Kind (von elf) von Gerrit Portielje, Buchhändler und Verleger in Amsterdam, und von Jacoba Zeegers geboren. Er studierte von 1842 bis 1849 an der Koninklijke Akademie van Beeldende Kunsten (Amsterdam) u. a. bei Valentin Bing und Jan Braet von Überfeldt. Zwischen 1851 und 1853 hielt er sich einige Male für längere Zeit in Paris auf, möglicherweise in den Sommermonaten, als die Akademie wegen Ferien geschlossen war. Er arbeitete auch in Brüssel und Antwerpen als Porträtist.
Nach seinem Studium lebte Portielje weiterhin in Antwerpen. 1853 heiratete er Eulalie Lemaire (Antwerpen, 1828–1903) und wurde Vater von Auguste (* 1854), Gerard (* 1856), Victor (* 1857), Edward (* 1861) und Hortence (* 1862). Gerard und Edward wurden auch Maler.
Er malte hauptsächlich Porträts und Genrebilder mit Darstellungen eleganter Damen im Garten oder in luxuriösen Interieurs. Einige Werke zeigten ein orientales Milieu.
Einige Gemälde malte er gemeinsam mit anderen Künstlern, wie Frans Lebret (1820–1909) und Eugène Rémy Maes (1849–1931).
Viele seiner Werke fanden Absatz in den Vereinigten Staaten.